# Байки (река)
Байки — река в России, протекает в Караидельском районе Республике Башкортостан. Впадает в Павловское водохранилище на реке Уфе.

## География
Река Байки берёт начало западнее села Раздолье. Протекает мимо населённых пунктов Байкибашево, Байки-Юнусово, Тегерменево, Юлдашево, Халилово, Старый Акбуляк, Якупово, Туюшево, Байки. Протяжённость реки составляет 48 км, площадь водосборного бассейна — 714 км². Устье реки находится в 269 км по левому берегу реки Уфы (Байкинский залив Павловского водохранилища).

## Данные водного реестра
По данным государственного водного реестра России относится к Камскому бассейновому округу, водохозяйственный участок реки — Уфа от Нязепетровского гидроузла до Павловского гидроузла, без реки Ай, речной подбассейн реки — Белая. Речной бассейн реки — Кама.
Код объекта в государственном водном реестре — 10010201112111100023033.